# Sibbarps kyrka
Sibbarps kyrka är en kyrkobyggnad som sedan 2006 tillhör Sibbarp-Dagsås församling (tidigare Sibbarps församling) i Göteborgs stift. Den ligger i kyrkbyn Sibbarp i Varbergs kommun.

## Kyrkobyggnaden
Sibbarps kyrka byggdes på 1200-talet i romansk stil med rundbågefönster. Den har ett rektangulärt långhus med en tillbyggd sex meter lång tresidig koravslutning i tegel, som uppfördes 1833. Ursprungligen var koret rakt avslutat. Långhuset och koret har vit spritpustad fasad. Byggnaden har sadeltak, klätt med skiffer och på den västra taknocken finns en takryttare, jämte en kyrktupp samt ett kors i smidesjärn. I väster finns ett vapenhus i trä liksom en läktare, vilka uppfördes 1911 efter ritningar av Adrian C. Peterson av virke från två rivna stigluckor.
Interiören har medeltida prägel med en triumfbåge med triumfkrucifix som skiljer koret från långhuset.

## Klockstapel och klockor
Sydväst om kyrkan står en klockstapel uppförd i trä och försedd med en spetsig spira. I stapeln hänger två klockor:
- Storklockan lär vara gjuten 1455 och tillhör de äldsta i Halland. Den har en svårtolkad inskription samt ett Jesus- och ett Mariamonogram. Diameter: 97 cm. Vikt: 590 kg.
- Lillklockan göts 1940 och har en diameter på 78 cm och vikten 300 kg.

## Inventarier
- Triumfkrucifix från 1400-talet som hänger på triumfbågen mellan koret och långhuset.
- Predikstol i renässansstil från omkring 1590 — en av Hallands äldsta.
- Altaruppsatsen tillkom vid restaureringen 1911 och har en altartavla målad av Albert Eldh med motivet Kristus tillbedd av änglar.
- Dopfunten av ek från början av 1600-talet har inskrift på danska.
- Series pastorum tillverkat av Erik Nilsson, Harplinge.

### Orgel
- Orgeln var ursprungligen byggd 1855 av Johan Nikolaus Söderling för Ljungby kyrka. Den räddades undan branden där och inköptes omkring 1870, då den flyttades till Sibbarp. Den renoverades och omgjordes av organisten och orgelbyggaren Carl Nilsson i Ullared. Ytterligare reparation och omstämning tillkom 1883 utförd av orgelbyggaren J. J. Ahlstrand.
- Verket ersattes 1911 av ett nytt byggt av Eskil Lundén med elva stämmor fördelade på två manualer och en självständig pedal.
- Ett nytt verk med bibehållet äldre material tillkom 1975, vilket byggdes av Tostareds Kyrkorgelfabrik, som även svarade för en dispositionsförändring 2006. Det mekaniska verket har nu tretton stämmor fördelade på två manualer och pedal bakom Söderlings fasad från 1855.[1]